# Rotten Island
Rotten Island är en ö i republiken Irland.   Den ligger i grevskapet County Donegal och provinsen Ulster, i den norra delen av landet, 200 km nordväst om huvudstaden Dublin.
Terrängen på Rotten Island är varierad.